# Tarocystis
Tarocystis är ett släkte av snäckor. Tarocystis ingår i familjen Helicarionidae.
Kladogram enligt Catalogue of Life:
| Tarocystis | \| \| Tarocystis antiqua \| \| \| \| \| \| Tarocystis fulva \| \| \| \| \| \| Tarocystis responsivus \| \| \| \| |
|            | \| \| Tarocystis antiqua \| \| \| \| \| \| Tarocystis fulva \| \| \| \| \| \| Tarocystis responsivus \| \| \| \| |
|            | Tarocystis antiqua                                                                                               |
|            | |
|            | Tarocystis fulva                                                                                                 |
|            | |
|            | Tarocystis responsivus                                                                                           |
|            | |